# Kamila Musilová
Kamila Musilová, rozená  Bočanová (* 23. dubna 1985), je bývalá česká florbalistka, reprezentantka a sedminásobná vicemistryně Česka. V nejvyšší české florbalové soutěži hrála v letech 1999 až 2012.

## Klubová kariéra
Musilová začínala v nejvyšší soutěži v klubu 1. HFK Děkanka v sezóně 1999/2000, ve které získaly první vicemistrovský titul. V 17 letech v sezóně 2002/2003, kdy získala třetí stříbro, již byla nejproduktivnější hráčkou soutěže. Tou byla i v následujícím ročníku 2003/2004, ve kterém stanovila historický rekord ligy, 75 bodů.
Od sezóny 2004/2005 přestoupila do týmu FbŠ Praha, který jako jeho nejproduktivnější hráčka dovedla k prvnímu bronzu. V dalším ročníku 2005/2006 opět vyhrála kanadské bodování soutěže a její tým (již pod jménem Bohemians) získal první stříbro. Od roku 2010 hrála v klubu se svojí mladší sestrou Adélou. Vrcholovou kariéru ukončila po sezóně 2011/2012, ve které ovládla tabulku nejlepších nahrávaček, s tím že ve velké části asistovala právě své sestře, která byla nejlepší střelkyní ročníku.

## Reprezentační kariéra
Musilová reprezentovala Česko poprvé na Mistrovství světa v roce 2001 v 16 letech jako nejmladší česká hráčka v historii. Hrála i na dalších dvou šampionátech v letech 2003 a 2005. Následně se zúčastnila až šampionátu v roce 2011. To již v reprezentaci hrála i se svojí sestrou Adélou, se kterou se staly nejproduktivnějšími hráčkami týmu, a výrazně tak přispěly k dosud jedinému bronzu českých žen. Musilová asistovala na jeden gól v rozhodujícím medailovém zápase.
| Umístění         | Soutěž                                 |
| ---------------- | -------------------------------------- |
| 5.               | Mistrovství světa ve florbale žen 2001 |
| 7.               | Mistrovství světa ve florbale žen 2003 |
| 7.               | Mistrovství světa ve florbale žen 2005 |
| Bronzová medaile | Mistrovství světa ve florbale žen 2011 |

## Ocenění
V roce 2003 byla zvolena nejlepší českou florbalistkou.

## Rodina
Musilové sestra Adéla Bočanová je také florbalová hráčka a reprezentantka. Musilové manžel Martin Musil je předseda klubu FbŠ Bohemians a florbalový trenér.